# 北寶興路
北宝兴路是中華人民共和國上海市虹口區和靜安區2区的界路，位於俞涇浦西側。道路南起柳營路，北至靈石路，與彭江路、洛川东路、延长路、广中路等道路相交。道路全长1800米，宽12米，為沥青路面。道路建於1918年。